# انسولین گلولیزین
انسولین گلولیزین (انگلیسی: Insulin glulisine) یک شکل اصلاح‌شده انسولین پزشکی با اثر سریع برای درمان دیابت نوع ۲ است که با انسولین انسانی تفاوت دارد زیرا اسید آمینه آسپاراژین در موقعیت B3 با لیزین و لیزین در موقعیت B29 با اسید گلوتامیک جایگزین می‌شود.  این توسط سانوفی-آونتیس توسعه داده شد و در سال ۲۰۰۴ میلادی توسط FDA و EMA برای بازاریابی تأیید شد. با نام تجاری Apidra فروخته می‌شود. هنگامی که به صورت زیر جلدی تزریق می‌شود، زودتر از انسولین معمولی انسانی (RHI) در خون نمایان می‌شود.  هنگامی که به عنوان انسولین زمان غذا استفاده می‌شود، دوز باید ۱۵ دقیقه قبل یا ۲۰ دقیقه پس از شروع غذا تجویز شود. تزریق داخل وریدی نیز ممکن است برای هیپرگلیسمی شدید مورد استفاده قرار گیرد، اما باید تحت نظارت یک متخصص پزشکی انجام شود.

شایع ترین عوارض جانبی شامل هیپوگلیسمی (سطح پایین گلوکز خون) است.